# Championnats du monde de cyclo-cross 1996
Navigation
Édition précédente Édition suivante
Les championnats du monde de cyclo-cross 1996 ont lieu les 3 et 4 février 1996 à Montreuil en France. Trois épreuves masculines sont au programme. Le championnat du monde des moins de 23 ans est disputé pour la première fois.

## Podiums
| Épreuves        | Or                 | Argent           | Bronze          |
| --------------- | ------------------ | ---------------- | --------------- |
| Élites          | Adrie van der Poel | Daniele Pontoni  | Luca Bramati    |
| Moins de 23 ans | Miguel Martinez    | Patrick Blum     | Zdeněk Mlynář   |
| Juniors         | Roman Peter        | Gaizka Lejarreta | Grégory Lapalud |

## Résultats

### Classement des élites
| Pos. | Cycliste            | Pays     | Temps   |
| ---- | ------------------- | -------- | ------- |
|      | Adrie van der Poel  | Pays-Bas | 56:12 m |
|      | Daniele Pontoni     | Italie   | + 0:00  |
|      | Luca Bramati        | Italie   | + 0:00  |
| 4    | Henrik Djernis      | Danemark | + 0:09  |
| 5    | Erwin Vervecken     | Belgique | + 0:09  |
| 6    | Emmanuel Magnien    | France   | + 0:09  |
| 7    | Dieter Runkel       | Suisse   | + 0:21  |
| 8    | Richard Groenendaal | Pays-Bas | + 0:21  |
| 9    | Jérôme Chiotti      | France   | + 0:39  |
| 10   | Beat Wabel          | Suisse   | + 0:59  |

### Classement des moins de 23 ans
| Pos. | Cycliste          | Pays     | Temps       |
| ---- | ----------------- | -------- | ----------- |
|      | Miguel Martinez   | France   | 46 min 57 s |
|      | Patrick Blum      | Suisse   | + 0:00      |
|      | Zdeněk Mlynář     | Tchéquie | + 0:04      |
| 4    | Maarten Nijland   | Pays-Bas | + 0:04      |
| 5    | Kamil Ausbuher    | Tchéquie | + 0:14      |
| 6    | David Süssemilch  | Tchéquie | + 0:14      |
| 7    | Dario David Cioni | Italie   | + 0:14      |
| 8    | Beat Blum         | Suisse   | + 0:14      |
| 9    | Christophe Morel  | France   | + 0:19      |
| 10   | Guillaume Benoist | France   | + 0:25      |

### Classement des juniors
| Pos. | Cycliste           | Pays     | Temps       |
| ---- | ------------------ | -------- | ----------- |
|      | Roman Peter        | Suisse   | 40 min 55 s |
|      | Gaizka Lejarreta   | Espagne  | + 0:59      |
|      | Grégory Lapalud    | France   | + 0:59      |
| 4    | Peter Frei         | Suisse   | + 0:59      |
| 5    | David Derepas      | France   | + 0:59      |
| 6    | John Gadret        | France   | + 0:59      |
| 7    | Christian Trafelet | Suisse   | + 0:59      |
| 8    | Bart Wellens       | Belgique | + 1:23      |
| 9    | Matthias Kern      | Suisse   | + 1:36      |
| 10   | David Tický        | Tchéquie | + 1:36      |

## Tableau des médailles
| Rang | Nation   | Or | Argent | Bronze | Total |
| ---- | -------- | -- | ------ | ------ | ----- |
| 1    | Suisse   | 1  | 1      | 0      | 2     |
| 2    | France   | 1  | 0      | 1      | 2     |
| 3    | Pays-Bas | 1  | 0      | 0      | 1     |
| 4    | Italie   | 0  | 1      | 1      | 2     |
| 5    | Espagne  | 0  | 1      | 0      | 1     |
| 6    | Tchéquie | 0  | 0      | 1      | 1     |